# Vilka-Pidhorodnenska, Liuboml
Vilka-Pidhorodnenska (în ucraineană Вілька-Підгородненська) este un sat în comuna Pidhorodne din raionul Liuboml, regiunea Volînia, Ucraina.

## Demografie
Componența lingvistică a localității Vilka-Pidhorodnenska
     Ucraineană (100%)
Conform recensământului din 2001, toată populația localității Vilka-Pidhorodnenska era vorbitoare de ucraineană (100%).